# Carlo Arduini
Carlo Arduini (Civitella del Tronto, 1º novembre 1815 – Oulens, 23 ottobre 1881) è stato un patriota e storico italiano.

## Biografia
Trasferitosi a Roma nel 1845, sostenne Pio IX, ma, spezzatosi l'idillio italico-papale, divenne acceso anticlericale. Fu deputato della Repubblica Romana (1849), ma dovette presto riparare in Svizzera, ove successe a Francesco de Sanctis all'università di Zurigo.